# David Coonen
David Coonen (Amersfoort, 25 februari 1989) is een Nederlands voormalig voetballer die als aanvaller speelde.
Coonen speelde in het seizoen 2008/2009 op amateurbasis voor AGOVV Apeldoorn. Hij speelde zeven wedstrijden voor AGOVV Apeldoorn. Daarna kwam terecht bij Sparta Nijkerk. In 2010 is zijn contract ontbonden bij Sparta Nijkerk.

## Carrière
| Seizoen   | Club            | Competitie             | Wedstrijden | Doelpunten |
| --------- | --------------- | ---------------------- | ----------- | ---------- |
| 2008/2009 | AGOVV Apeldoorn | Eerste divisie         | 7           | 0          |
| 2009/2010 | Sparta Nijkerk  | Zaterdag Hoofdklasse B |             |            |
| 2010/2011 | Sparta Nijkerk  | Topklasse Zaterdag     |             |            |